# 新龍宮
22°22′33″N 120°35′01″E / 22.375744°N 120.583637°E
新龍宮，又稱枋寮孔廟，是位於臺灣屏東縣枋寮鄉新龍村，由大陳人以孔廟名義建立的五顯大帝廟。

## 歷史
1955年大陳島撤退時，一部分難民安置於枋寮鄉新龍漁港。該年11月28日，臺灣省文獻工作研討會在花蓮縣議會禮堂舉行，會中建議臺灣省政府在各縣市建立孔廟，藉以樹立中心信仰、弘揚聖教，以配合社會改造運動，達成復國建國大業。
大陳人以都供奉楊家將為多，也有部分拜五顯大帝。當時新龍村的大陳人，想把他們在大陳島上信奉的五顯大帝供奉在廟內，取為「新龍宮」，只是向縣府社會課提出時被否決。他們想出變通的辦法掛起「中國孔學會枋寮辦事處」，並稱要傳承家鄉文廟香火來建枋寮孔廟，於是成功在1964年興建，位於義民路上公有地，落成時枋寮建興寺住持奉獻匾額一塊懸掛於正門門楣上。
大陳人將孔子畫像掛在廟中央，一旁再擺設五顯大帝神像。每年孔子誕辰時，枋寮鄉長、鄉民代表會正副主席及代表擔任主陪祭祭孔、行三獻禮，國民中小學教師與祭。枋寮鄉辦鄉運也會在此點聖火。隨著年代改變，孔子像卻被越移到不明顯的地方，不久，就看不到任何孔子的畫像或有關物品。
2001年時大堂上依然有孔子廟三個大字，但廟內祭祀著伍顯大帝三座神像，無任何有關孔子的事與物。當地村民是說畫像不知如何遺失了，想再立個至聖先師孔子牌位，但如今缺錢、缺人。鄉公所則認為應還給孔廟乾淨地方，這些神祉需想辦法安頓。東港鎮民周進輝從媒體披露獲知這項消息，即與新龍村長陳吉文、鄉代表盧銘榮等人連絡，自費花了卅多萬元購買一塊樟木，以兩個多月時間，完成一座高三尺六、重五十公斤的孔子神像，於2002年12月27日在此廟舉行安座大典。在東港鎮經營佛教文物公司的周進輝還連同香爐、燈座一併贈送，並祝福新龍村今後文風鼎盛。